# Chetogena metallica
Chetogena metallica är en tvåvingeart som först beskrevs av Robineau-desvoidy 1830.  Chetogena metallica ingår i släktet Chetogena och familjen parasitflugor.
Artens utbredningsområde är Frankrike. Inga underarter finns listade i Catalogue of Life.